# Załawie (Korczyna)
Załawie – część wsi Korczyna w Polsce, położona w województwie małopolskim, w powiecie gorlickim, w gminie Biecz. Wchodzi w skład sołectwa Korczyna.
W latach 1975–1998 Załawie administracyjnie należało do województwa krośnieńskiego.
Załawie to także część miasta Biecz w położeniu geograficznym 49°43′22″N 21°15′46″E/49,722778 21,262778.

## Historia
Załawie w wieku XIX stanowiło przyległość Korczyny (obecna nazwa Korczyna).